# Onthophagus rarus
Onthophagus rarus là một loài bọ cánh cứng trong họ Bọ hung (Scarabaeidae).